# (35417) 1998 AT4
1998 AT4 (asteroide 35417) é um asteroide da cintura principal. Possui uma excentricidade de 0.15644710 e uma inclinação de 7.21025º.
Este asteroide foi descoberto no dia 6 de janeiro de 1998 por Spacewatch em Kitt Peak.